# Наседкин, Николай Николаевич (писатель)
Никола́й Никола́евич Насе́дкин (род. 13 апреля 1953, Читинская область) —  русский писатель, член Союза писателей России с 1994 года. Член-корреспондент РАЕН. Прозаик, литературовед, исследователь творчества Достоевского.

## Биография
Родился в Забайкалье, жил и рос в Хакасии. Служил в рядах Советской Армии.
Окончил факультет журналистики Московского государственного университета (1982), Высшие литературные курсы при Литературном институте имени А. М. Горького (1991).
Работал строителем, журналистом, редактором университетского издательства.
В 1994 г. принят в Союз писателей России, с 2003  по 2013 г. возглавлял Тамбовское отделение Союза писателей России, был секретарём правления Союза писателей России. Является создателем и был главным редактором «Тамбовского альманаха» в 2005—2012 гг.
В марте 2020 г. избран членом-корреспондентом Российской академии естественных наук (РАЕН) — секция «Литература и пропаганда знаний».
Живёт и работает в Тамбове.

## Творчество
В 1970 г. опубликовал первый рассказ «Берёзка» в районной газете «Сельская правда» (Алтайский район Хакасской автономной области), в 1989 г. увидела свет повесть «Стройбат» («Казарма») в сборнике «Молодая проза Черноземья» (Воронеж), в 1993 г. вышла первая книга «Осада» в московском издательстве «Голос». С тех пор издано более пятнадцати книг, в основном в столичных издательствах.
Одним из самых значимых произведений в прозе является роман «Алкаш» (2000).
Роман известного специалиста по изучению творчества Ф. М. Достоевского Николая Наседкина, тамбовского писателя, называется «Алкаш». Посвящён он жизни и мучениям поэта, литературоведа и критика с символическим именем Вадим Неустроев, живущего в провинциальном городе Баранове, учившимся некогда в Московском госуниверситете имени М. Ломоносова и на Высших литературных курсах в Москве. По сути, две географических точки нашей необъятной Родины в годы исторического слома двух общественно-экономических формаций являются лишь фоном для описания и анализа внутреннего мира человека талантливого, достойного стать едва ли не классиком, быть всенародно любимым и хоть чуточку счастливым, но ставшего тем, что вынесено в заголовок книги.
В литературоведении известен в первую очередь как автор-создатель труда о Ф. М. Достоевском «Достоевский: Энциклопедия» (2003), которая выдержала уже четыре издания в России, переведена на сербский и польский языки.
Три раздела книги охватывают и произведения писателя, его героев, и то окружение, которое сопровождало Достоевского по жизни. Краткий биографический очерк изложен Николаем Наседкиным с предельной точностью, но достаточно занимательно…
О некоторых персонажах писателя Н. Наседкин даёт достаточно пространные статьи, где можно проследить не только их путь и развитие внутри произведения, но и понять сущность, уяснить истоки возникновения того или иного образа. («Литературная газета», 30 июля 2008 г.)
Произведения Н. Наседкина публиковались в журналах «Наш современник», «Москва», «Нева», «Урал», «Подъём», «Южная звезда», «Российский колокол», «Журналист», «Наша молодёжь» и других.

## Награды
- Премия и почётный диплом журнала «Смена» (1979 г.)
- Медаль и диплом Всероссийской премии «Хрустальная роза Виктора Розова» (2007 г.)
- Премия за победу в Международном конкурсе драматургов «Евразия-2004»
- Диплом лауреата Международного фестиваля драматургии «Любимовка-2003».
- Медаль «К 100 летию М. А. Шолохова» (2005 г.)
- Премия Тамбовской области им. Е. А. Боратынского (2004 г.)
- Почётная грамота Тамбовской области: «За высокие достижения в области литературного творчества, активную просветительскую работу…» (2018 г.).
- Медаль Министерства культуры РФ «Великий русский писатель Ф. М. Достоевский 1821 – 2021». (2021 г.)

### Журналы
- Прототипы. Повесть // Наш современник, 1995, № 2.
- Жизнь собачья, Люгер. Рассказы // Подъём, 1996, № 8.
- Четвёртая охота. Рассказ // Сыщик, 1992, № 2.
- Супервратарь. Рассказ // Физкультура и спорт, 1990, № 8.
- Завтра обязательно наступит. Повесть // Южная звезда, 2002, № 3.
- Перекрёсток. Муравьи. Динамо. Рассказы // Урал, 2004, № 9.
- Февраль. Рассказ // Российский колокол, 2007. № 1.
- Иск. Повесть // Тамбовский альманах, 2009. № 7.
- Сто двадцать лет спустя. Скучная история // Москва, 2011. № 3.
- Динамо, Лебединый крик, Перекрёсток, Лучик солнца в дождливый день, Люгер. Рассказы // Наша молодёжь, 2014, №№ 19, 20, 22, 24; 2015, № 3.
- Муравьи. Ненаписанный роман // Подъём, 2015, № 12.
- Сто двадцать лет спустя. Повесть // Александръ, 2016, № 3; 2017, № 1(4).
- Муттер. Повесть // Слово     Забайкалья, 2020, № 2 (51).
- Минус Достоевского (Достоевский и «еврейский вопрос») // Подъём, 1995, № 11-12.
- Плоды пристрастного чтения… (Литературная ложь). Поправки к лекции В.Набокова «Фёдор Достоевский»  // Нева, 2002, № 12.
- Тема самоубийства у Достоевского // Литературоведческий журнал, 2002. № 16.
- Минус Достоевского (Достоевский и «еврейский вопрос») // Наш современник, 2003, № 7.
- Подпольный человек Достоевского как человек // Огни Кузбасса, 2011. № 6.
- Максимы Достоевского // Наша молодёжь, 2016, № 21.
- Три романа Достоевского // Наш     современник, 2021, № 11.

### Книги
ПРОЗА:
- Осада. Рассказы и повести. М.: Голос, 1993. 432 с. 100 000 экз.  ISBN 5-7117-0156-8.

Она же: 1997. 10 000 экз.
- Криминал-шоу. Романы и повести. М.: Голос, 1997. 480 с. 10 000 экз. ISBN 5-7117-0358-7.
- Алкаш. Роман. М.: АСТ; Астрель, 2000. 608 с. 10 000 экз. ISBN 5-17-003935-2; ISBN 5-271-00843-6.
- Наша прекрасная страшная жизнь. Рассказы. Тамбов, 2003. 209 с. 500 экз. ISBN 5-94359-029-3.
- Меня любит Джулия Робертс. Виртуальный роман. М.: СовА, 2005. 320 с. 3 000 экз. ISBN 5-9705-0026-7.

Она же — в переводе на польский: Гданьск: Tower Press, 2005. 275 с. 3 000 экз. ISBN 83-87342-96-3.
Она же — Канада: Altaspera Publishing, 2017. 310 с. Обложка. ISBN 978-1-38731-642-7.
- Люпофь. Email-роман. М.: Голос-Пресс, 2006. 364 с. 500 экз. ISBN 5-7117-0424-9. Она же — Канада: Altaspera Publishing, 2017. 350 с. Обложка. ISBN 978-1-38731-641-0.
- Гуд бай, май… Роман-ностальжи. М.: Голос-Пресс, 2010. 500 с. 3 000 экз. ISBN 5-7117-0441-9.
- Сладкий недуг. Романы-love. Германия: YAM publishing, 2012. 604 с. Обложка.  ISBN 978-3-659-99061-8.
- Рано иль поздно. Повести и рассказы. Тамбов: Изд-во Тамбовского отделения Литфонда России, 2012. 440 с. 1000 экз. Переплёт. ISBN 978-5-88934-539-8
- Литлабиринты. Фрагменты судьбы. Тамбов: ООО «ТПС», 2018. 236 с. 1000 экз. Переплёт. ISBN 978-5-907132-16-0.  
НОН-ФИКШН
- От Державина до… Очерк истории тамбовской литературы. Тамбов: Новая жизнь, 1993. 58 с. 3 000 экз.
- Литературные мушкетёры. (Четыре портрета). Тамбов: Кн. лавка писателя, 1996. 127 с. 1000 экз.
- Ф. М. Достоевский. Преступление и наказание. Учебное пособие. Серия «Школьникам и студентам» /Автор-составитель Н. Н. Наседкин. М.: Голос, 1997. 144 с. 16000 экз. ISBN 5-7117-0325-0.
- Н. В. Гоголь. Мёртвые души. Учебное пособие. Серия «Школьникам и студентам» /Автор-составитель Н. Н. Наседкин. М.: Голос, 1997. 125 с. 16000 экз. ISBN 5-7117-0324-2.
- Достоевский: портрет через авторский текст. Тамбов: Изд-во ТГУ, 2001. 543 с. 67 экз. (нумерованных). ISBN 5-89016-023-0.
- Самоубийство Достоевского. Тема суицида в жизни и творчестве писателя. М.: Алгоритм, 2002. 448 с. 3 000 экз. ISBN 5-9265-0055-9.
- ДОСТОЕВСКИЙ. Энциклопедия. М.: Алгоритм, 2003. 800 с. 5 000 экз. ISBN 5-9265-0100-8.

Она же — в переводе на сербский: Черногория. Подгорица: ЦИП, 2004. 756 с. 500 экз. ISBN 86-85149-24-X.
Она же — в переводе на польский: Польша. Гданьск: Power Press, 2006. 800 с. 3000 экз.
Она же: М.: Эксмо, Алгоритм, Око, 2008. 800 с. 4000 экз. ISBN 978-5-699-21068-8.
Она же: М.: Родина, 2021. 820 с. 1000 экз. ISBN 978-5-00180-328-7.
- Белояр Иван (псевдоним). Как исцелить душу и тело. Полезные советы знахаря. Ростов-на-Дону: Феникс, 2004. 432 с. 5 000 экз. ISBN 5-222-04510-2.